# 染色體倍性性別決定系統

在膜翅目昆蟲中，性別決定系統下的雄性為單倍體，雌性為二倍體。

套數性別決定系統是一種特殊的性別決定系統。當中未受精的卵成為單套染色體的雄性，而受精卵則是成為雙套染色體的雌性。
採用此性別決定系統的昆蟲有膜翅目（螞蟻、蜜蜂、黃蜂）與纓翅目的昆蟲。部分的葉蟎科，半翅目，鞘翅目，輪形動物門也採用此系統。
在這個系統中，性別由染色體的套數而決定。精卵結合的受精卵發育為雌性生物，未受精卵發育為雄性生物。這表示雄性生物只有雌性生物一半數量的染色體，而且為單倍體。